# Eds distrikt, Ångermanland
Eds distrikt är ett distrikt i Sollefteå kommun och Västernorrlands län. Distriktet ligger omkring Forsmo i västra Ångermanland. 

## Tidigare administrativ tillhörighet
Distriktet inrättades 2016 och utgörs av Eds socken i Sollefteå kommun.
Området motsvarar den omfattning Eds församling hade 1999/2000.

## Tätorter och småorter
I Eds distrikt finns tre småorter men inga tätorter. 

### Småorter
- Forsmo
- Forsmo by
- Ön norra och Sand södra